# جيش دولة حيدر آباد
جيش دولة حيدر آباد هي القوات المسلحة لمملكة حيدر آباد، جُنِّد في هذا الجيش أُناس من مجموعات مختلفة، فكان يضم مواطنين عرب مثل تشاوش وأفارقة مثل سيدي الذين يقيمون الآن في مناطق باركاس في حيدر آباد، والذين هاجروا إلى ديكان، كما كان يضم أيضًا حوالي 1200 جندي من السيخ. بالإضافة إلى المسلمين من أود والسند وبلوشستان، والمناطق المحيطة بها في شمال الهند. بلغ عدد أفراد الجيش 6000 فرد، وهم يتألفون من ثلاثة أفواج مدرعة، فوج خيول، و11 كتيبة مشاة ومدفعية. 000 18 من المتطوعين الغير النظاميين المدربين تدريبًا سليمًا. وكان اللواء سيد أحمد العيدروس آخر قائد عام للجيش.

## التاريخ

### الحكم البريطاني
في 1767-1768 قَبِلَ حاكم نظام الملك السيطرة البريطانية على حيدر آباد بموجب معاهدة ماسوليباتام. ومنذ عام 1778 فصاعدًا تم تثبيت قوة بريطانية مقيمة وفرعية في حيدر آباد. وفي عام 1795 فقد نظام علي خان بعض أراضيه.

### عملية بولو
في سبتمبر 1948 قرر وزير الداخلية الهندي سردار فالاباي باتيل القيام بعملية عسكرية لضم دولة حيدر آباد لاتحاد الهند، وأطلق عملية بولو ودخل الجيش الهندي الولاية من خمسة اتجاهات. وقاتل الرضاكار حتى استسلموا في 18 سبتمبر 1948، واستمرت المعركة بين جيش حيد آباد والرضاكار من جانب والجيش الهندي من جانب لمدة خمسة أيام، وانتهت بانتصار هندي،
اعتقلت القوات الهندية مير لائق علي رئيس وزراء دولة حيدر آباد وقاسم رضوي. وفي 23 سبتمبر أُجبر نظام الملك على سحب شكواه من مجلس الأمن الدولي، وأعلن عن اندماج حيدر آباد في اتحاد الهند. وتولى اللواء تشودوري منصب الحاكم العسكري لحيدر آباد وبقي في هذا المنصب حتى نهاية عام 1949.